# Hyalorista
Hyalorista is een geslacht van vlinders van de familie grasmotten (Crambidae), uit de onderfamilie Pyraustinae.

## Soorten
- H. exuvialis Guenée, 1854
- H. limasalis Walker, 1865
- H. opalisalis Guenée, 1854
- H. taeniolalis Guenée, 1854